# 1533

## Esdeveniments
- L'Imperi Otomà adquireix Algèria
- Enric VIII d'Anglaterra es casa amb Anna Bolena, fet que condicionarà el naixement de l'anglicanisme

## Naixements
Països Catalans
Resta del món
- 28 de febrer - Castell de Montanha al Perigord, Occitània: Michel de Montaigne, pensador i un polític francés del Renaixement (m. 1592).[1]
- 7 de setembre - Palau de Placentiaː Elisabet I d'Anglaterra, reina d'Anglaterra i d'Irlanda des de 1558 fins a la seva mort (m. 1603).[2]

## Necrològiques
Països Catalans
Resta del món
- 26 de juliol, Cajamarca, Imperi Inca: Atahualpa, cabdill inca mort pel conqueridor castellà Francisco Pizarro.
- 6 de juliol: Ferrara: Ludovico Ariosto,poeta italià, autor del poema èpic Orland Furiós (n. 1474).[3]
- París: Geoffroy Tory, humanista i gravador francès.[4]